# Can Missé del Pa
Can Missé del Pa és una obra neoclàssica d'Arenys de Munt (Maresme) protegida com a Bé Cultural d'Interès Local.

## Descripció
Edifici de planta rectangular que fa cantonada entre el carrer de Sant Antoni i la Rambla Francesc Macià, amb planta baixa, dos pisos, teulada plana i un tercer nivell a manera de golfes que s'aixeca al centre de l'immoble, sobre la coberta. Tots els pisos estan separats visualment mitjançant l'ús de línies d'imposta horitzontals. Destaca el tractament de la cantonada, en xamfrà arrodonit.
La façana que dona a la rambla té dos eixos de composició vertical. A la planta baixa hi ha tres obertures, dues de les quals -rectangulars i amb emmarcament de pedra- formen part d'un local d'ús comercial; l'altra, més estreta i d'arc a nivell, constitueix una de les portes d'accés a l'immoble. Al primer pis hi ha una finestra rectangular emmarcada i, al seu costat, una altra obertura, també emmarcada i que dona a un balcó amb elegants baranes de ferro forjat. Aquest balcó, suportat per senzilles cartel·les, ressegueix la cantonada fins a arribar a la primera obertura de l'altra façana, la qual s'obre al mateix balcó. Enmig d'aquestes dues obertures, just en la cantonada, hi ha un plafó rectangular que antigament tenia una imatge de Sant Antoni
Al segon i últim pis hi ha dues finestres rectangulars que mantenen les mateixes característiques que la del pis inferior. Una d'elles destaca pel seu ampit amb formes arrodonides, el qual està ornamentat amb figures antropomòrfiques i una garlanda.
Pel que fa a la façana que dona a Sant Antoni, aquesta presenta diverses obertures ubicades de manera simètrica, totes elles rectangulars i amb emmarcaments. Destaquen dues finestres del segon pis, amb un ampit de formes arrodonides idèntic al de l'obertura que dona a la rambla. Gairebé totes les portes balconeres i finestres de l'immoble compten amb porticons de fusta de llibret.
Remata la façana una cornisa motllurada sobre la qual s'aixeca, a la banda de Sant Antoni, un muret de formes rectes amb un frontó trapezoidal; el muret té la data gravada “1854”.